# 地下人
地下（ぢげ）、地下人（ぢげにん/ぢげびと）は、日本における官人の身分の一つである。朝廷に仕える廷臣のうち、京都御所の清涼殿殿上間に上がれる堂上家に対し、上がれない階位の者を地下家と呼んだ。また、中世以降、官位を持たない名主、庶民などを地下人とも言った。

## 朝廷の身分秩序における地下
9世紀（平安時代中期）以降の日本の朝廷では、天皇の日常生活の場である清涼殿の殿上間に昇ること、すなわち昇殿を許されるかが身分制度として重要な意味を持つようになった。この時、昇殿を許された者、特に公卿以外の四位以下の者を殿上人と言うのに対し、許されない者を地下といった。
公卿は原則として昇殿が許されたが、政治的・個人的理由で勅許を得られない場合もあり、これを「地下の公卿」・「地下の上達部」と呼んだ。四位・五位の地下人は「地下の諸大夫」と呼ばれた。
中世以後、次第に家格が定まると、殿上人に成り得る堂上家と、地下人のままの地下家に厳格に分けられるようになった。地下家の廷臣はたとえ三位に昇っても昇殿は許されないようになった。

## 官職を持たない者
地下は朝廷の位階や官職を持たない人を指す語としても使われた。14世紀頃から、庶民を指す語として地下や地下人の語が見られる。これは凡下や甲乙人とも重複する呼称で、「しもびと」にも相当する。特に荘園では、支配者側の地頭に対する立場として、名主や百姓を地下人と呼んだ。
また、戦国期の郷村においては有力層を指す「地下人」の呼称が存在する。